# Bergmann LMG 15
Bergmann LMG 15 — германский ручной пулемёт времён Первой мировой войны, разработанный Хуго Шмайссером на основе наработок Луиса Шмайссера.

## История
В 1915 г. Хуго Шмайссер представил Оружейной испытательной комиссии в Шпандау ручной пулемёт, конструкция которого базировалась на разработке его отца — станковом пулемёте Bergmann MG 15. Пулемёт Bergmann LMG 15 имел перфорированный кожух ствола и воздушное охлаждение, он был устроен проще, чем широко распространённый образец MG 08/15. Стрельба из пулемёта велась с открытого затвора.
После модификации пулемёт получил наименование Bergmann LMG 15 n/A («neue Art» — нового типа). С 1916 г. он стал поступать на фронт. Стрельба из пулемёта велась с закрытого затвора. Он устанавливался на сошки или лёгкую треногу. Было изготовлено около 5000 шт..